# Каравайково
Карава́йково (рос. Каравайково) — присілок у складі Лузького району Кіровської області, Росія. Входить до складу Лузького міського поселення.
Населення становить 160 осіб (2010, 200 у 2002).
Національний склад станом на 2002 рік — росіяни 99 %.